# Петрович, Злата
Злата Петрович (серб. Злата Петровић / Zlata Petrović, родилась 13 июля 1962 в Белграде) — сербская певица цыганского происхождения, исполняющая песни в стиле фолк.

## Биография

### Карьера
В детстве пела с матерью в разных кафе и ресторанах. Первый альбом записала в 1983 году, благодаря песне «Дођи да ми руке грејеш» стала популярной в Югославии. Самыми известными её хитами стали песни
«Оженићеш се ти», «Учинило време своје», «Полудело срце», «Он ме воли, он ме жели», «Мађије», «Недеља», «Плачи, моли», «Миришеш на њу», «Враголаста», «Оаза среће» и «Загушљиво». Записывала песни на разных студиях, начав со студии Дискотон. Хотя часто издавала альбомы, на вершине сербской эстрады не была никогда, но считалась самой популярной цыганской певицей Югославии и Сербии.

### Личная жизнь
В возрасте 14 лет родителями была насильно выдана замуж за певца Хасана Дудича, но через два года развелась и вышла замуж за другого человека. Вторым мужем был телеведущий Зоран Пеич, с которым она также развелась. Есть двое сыновей (по одному от каждого брака). Участвовала в 2010 году в реалити-шоу «Фарма».

## Дискография
- Дођи да ми руке грејеш (1983)
- Љуби ме још мало (1984)
- Срце ће га препознати (1986)
- Кога сам ја то волела (1987)
- Дај ми Боже мало среће (1989)
- Душмани (1991)
- Учинило време своје (1993)
- Проклет да је овај живот (1994)
- Љуби ме још мало — the best of (1995)
- Не даш ми да дишем (1995)
- Браво, ти си победио (1996)
- Љубав нема памет (1997)
- Инфективно лудило Злате Петровић — the best of (1998)
- Миришеш на њу (2001)
- Хајде чик (2008)
- Тосу наша слова сла (2010) Песня Сербских Алфавитов